# Épinonville
Épinonville – miejscowość i gmina we Francji, w regionie Grand Est, w departamencie Moza.
Według danych na rok 1990 gminę zamieszkiwało 100 osób, a gęstość zaludnienia wynosiła 7 osób/km² (wśród 2335 gmin Lotaryngii Épinonville plasuje się na 945. miejscu pod względem liczby ludności, natomiast pod względem powierzchni na miejscu 368.).